# Marktbrunnen (Rottweil)
Koordinaten: 48° 10′ 3,9″ N, 8° 37′ 38,6″ O

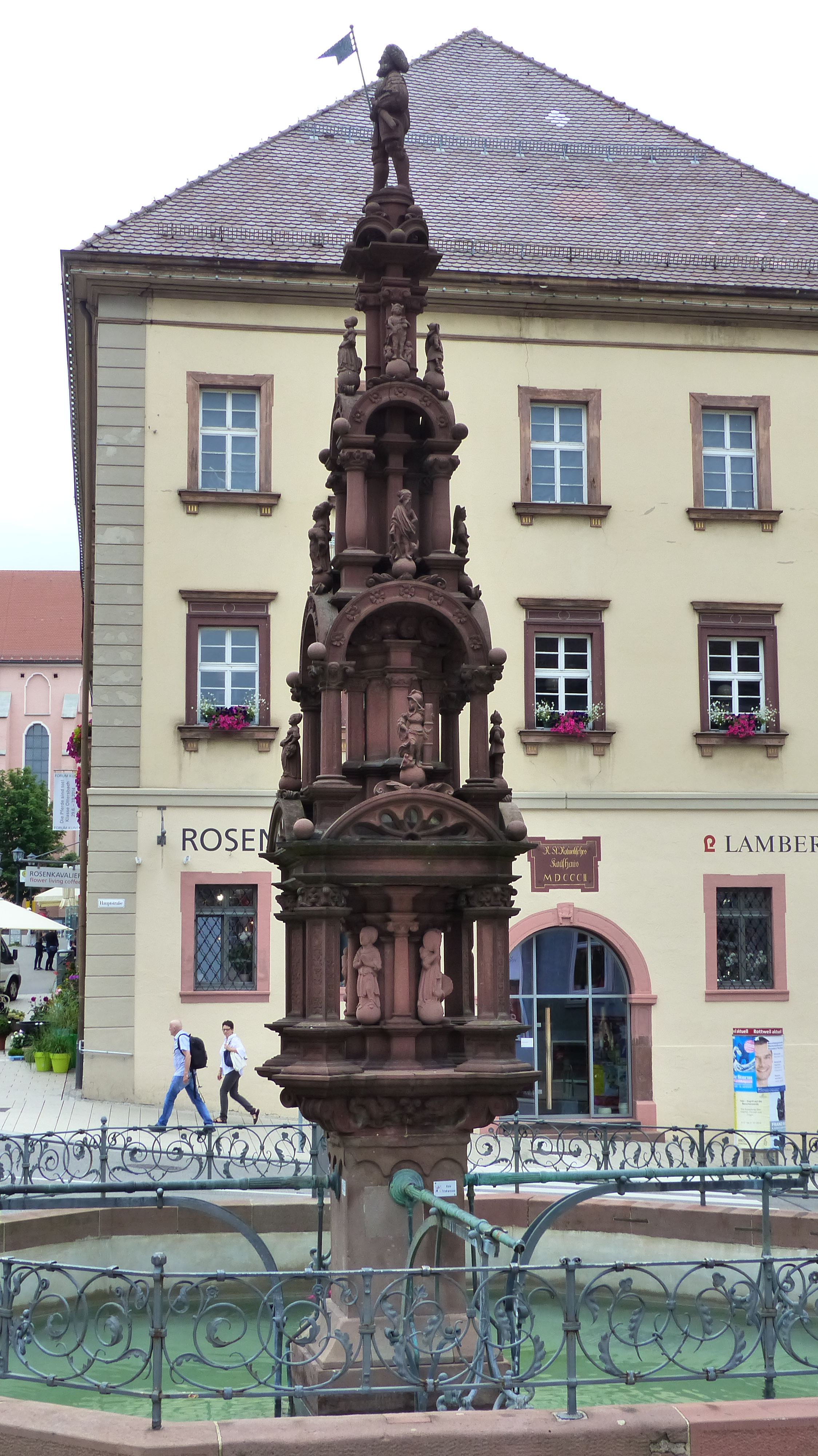
Der Marktbrunnen in Rottweil

Der Marktbrunnen in Rottweil ist ein Beispiel der Steinmetzkunst der beginnenden Renaissance und ein außergewöhnliches politisches Denkmal. Seine vierstöckige Brunnenpyramide ist von der Figur des Schweizer Fußsoldaten gekrönt. Beim Rottweiler Marktbrunnen beschworen 1519 die männlichen Bürger den Ewigen Bund ihrer Stadt mit den Schweizer Eidgenossen. Er steht am Straßenkreuz von Haupt- und Hochbrücktorstraße.

## Architektur
Der achteckige Brunnentrog wird von einem geschmiedeten Eisengitter umschlossen. In seiner Mitte steht eine Säule aus rotem Sandstein. Sie ist horizontal in vier Stockwerken mit reichem Architekturwerk aus Rund- und Flachbogen, Pfeilern, Säulchen und Pilastern erweitert. Die vier Ebenen sind mit 16 etwa 45 cm hohen Steinplastiken geschmückt, die nach Vorlagen des Augsburger Malers Hans Burgkmair d. Ä. entstanden sein sollen.
Neben der allegorischen Darstellung der drei christlichen Tugenden Glaube, Hoffnung und Liebe und der vier Laster Geiz, Hoffart, Trägheit und Zorn sind antike und alttestamentliche Helden und römische Gottheiten zu sehen. Im Einzelnen sind Judith, David und Cäsar sowie Jupiter, Mars, Merkur, Saturn und Sol dargestellt. Brunnenpyramide und Figuren waren ursprünglich farbig gefasst und vergoldet.
Der Meister des Brunnens ist nur mit seinem Steinmetzzeichen belegt.

## Geschichte
Der um 1540 geschaffene Brunnen wurde 1606 erstmals erneuert. Bei einer zweiten Reparatur 1851 erhielten die Figuren einen dunkelbraunen Ölanstrich. Weitere Restaurierungsversuche zerstörten die Säule. Der heutige Brunnen ist eine Kopie des Tübinger Bildhauers Heinrich Krauss. Der originale Figurenschmuck wurde durch Kopien der Rottweiler Bildhauerin Germana Klaiber-Kasper ersetzt. Originalfiguren sind in der Lorenzkapelle ausgestellt.

## Steinskulpturen  (Sammlung Lorenzkapelle in Rottweil)

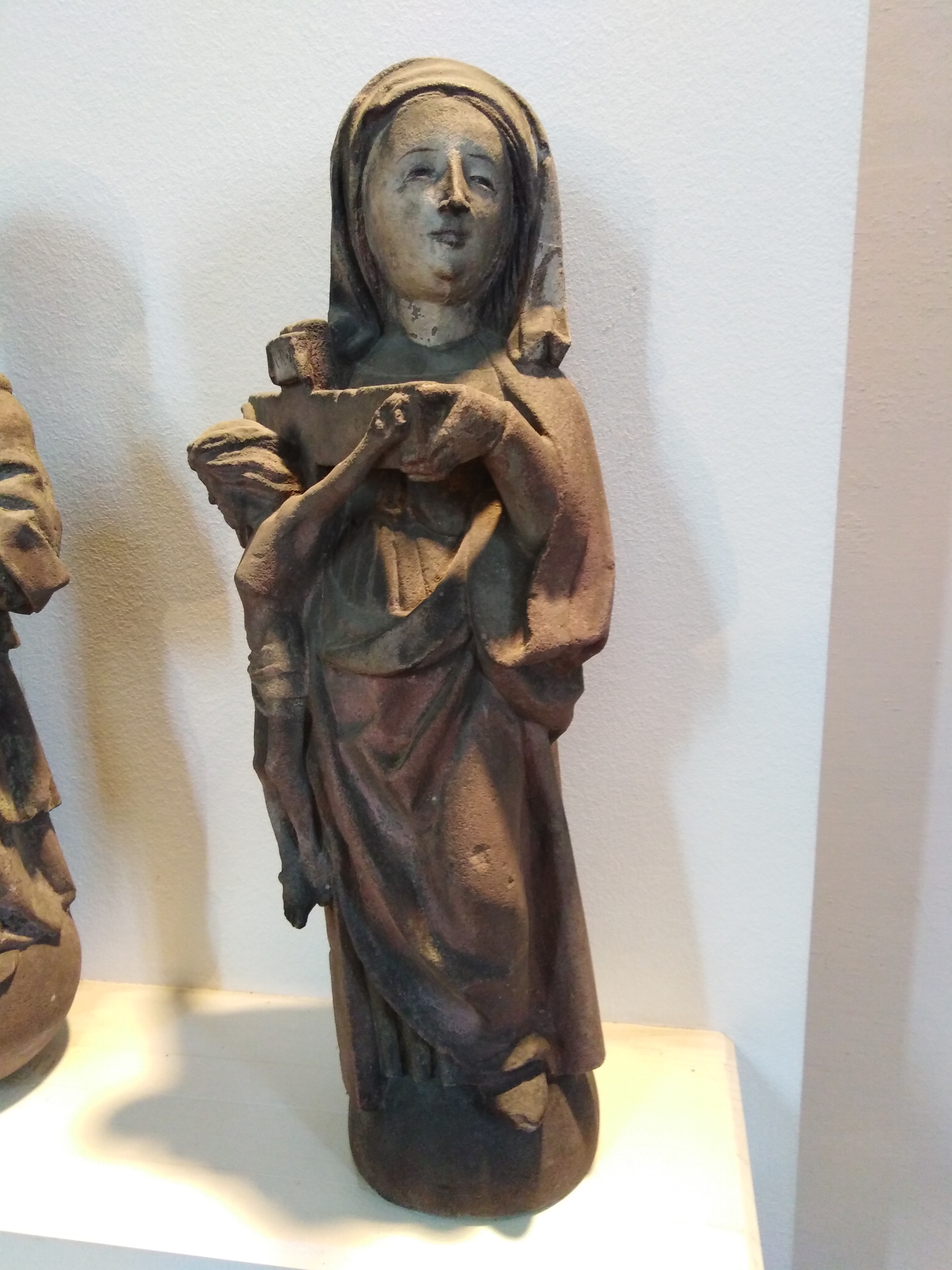
Der Glaube – christliche Tugend
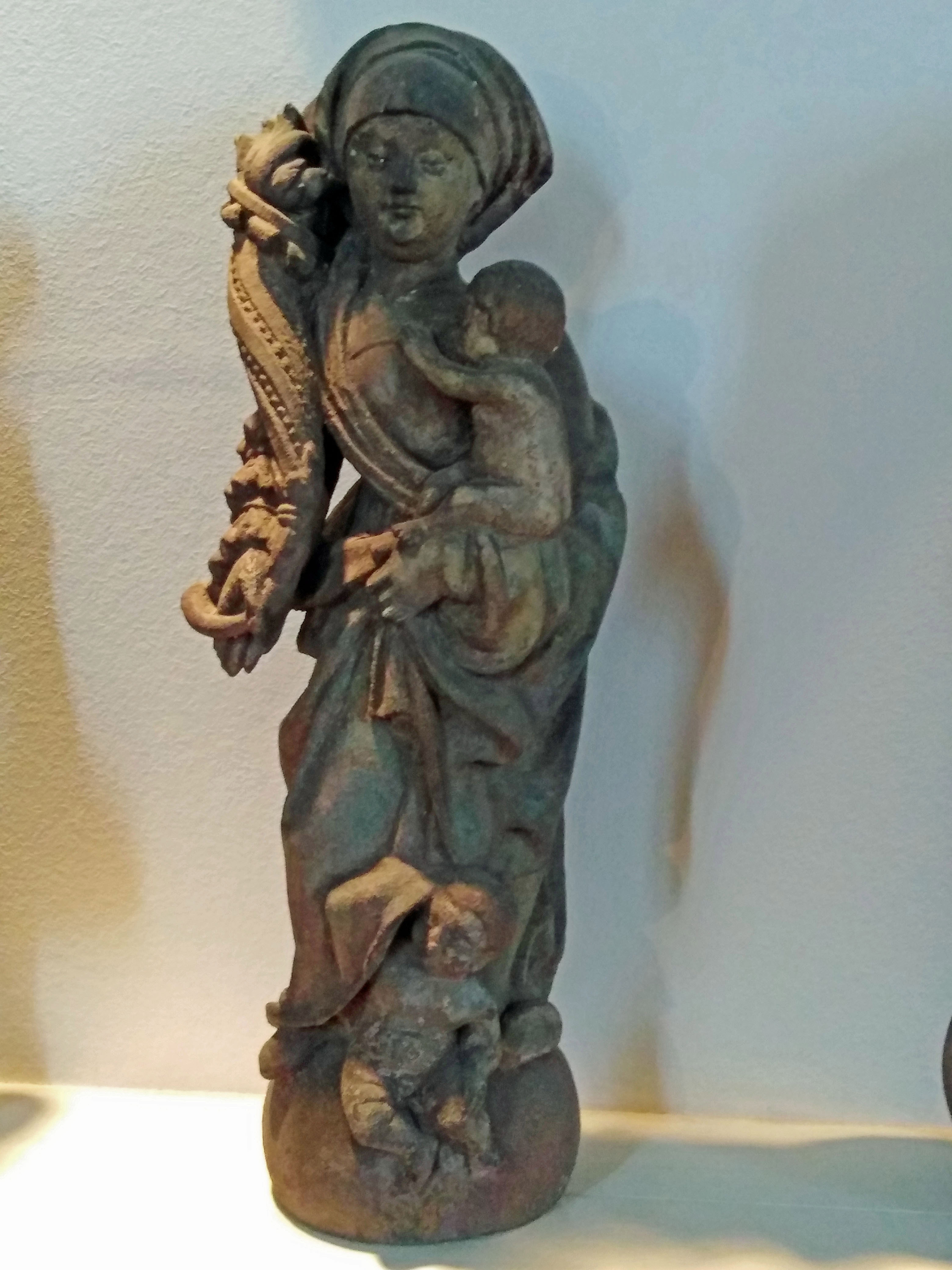
Liebe – christliche Tugend
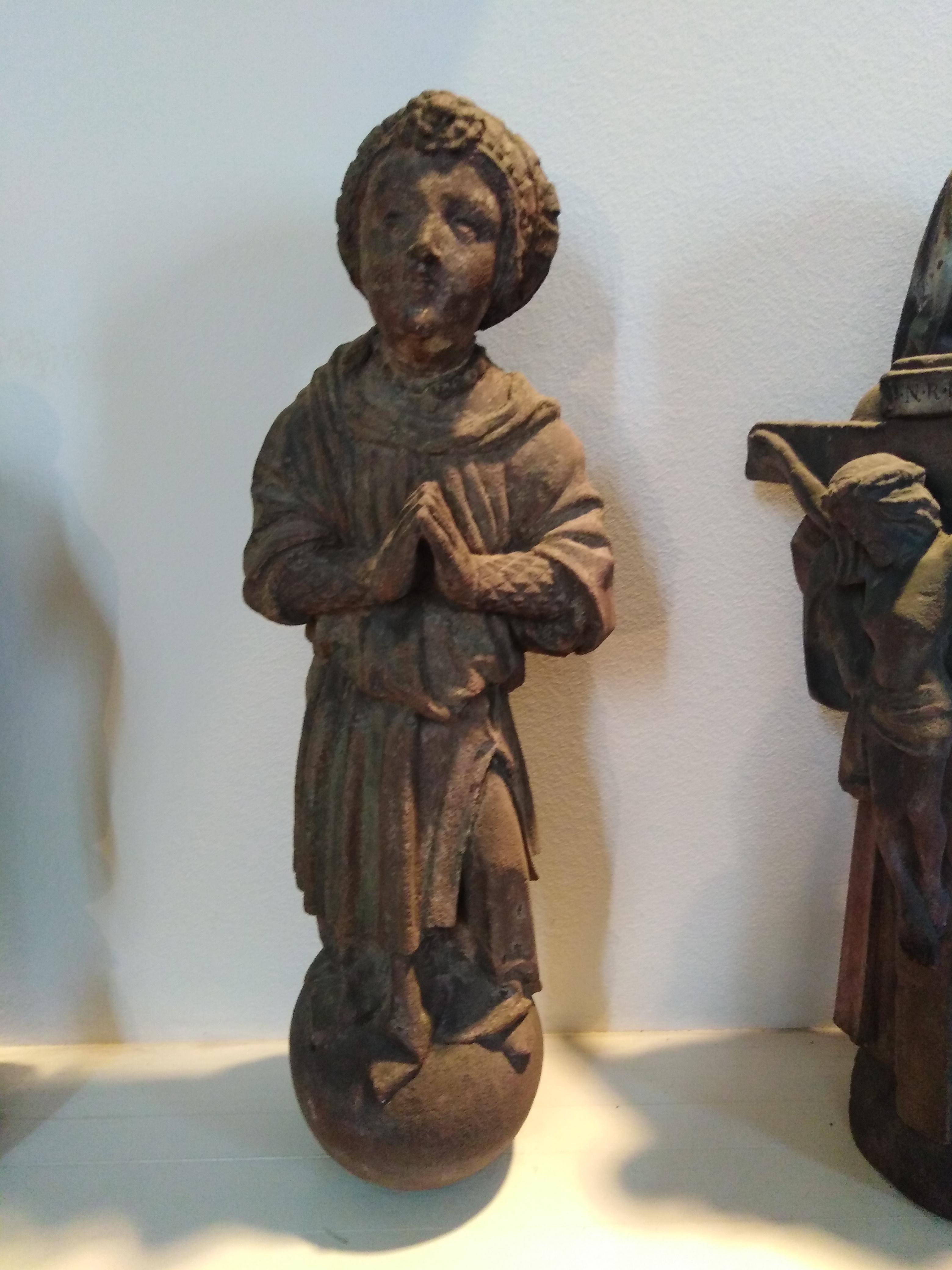
Die Hoffnung – christliche Tugend
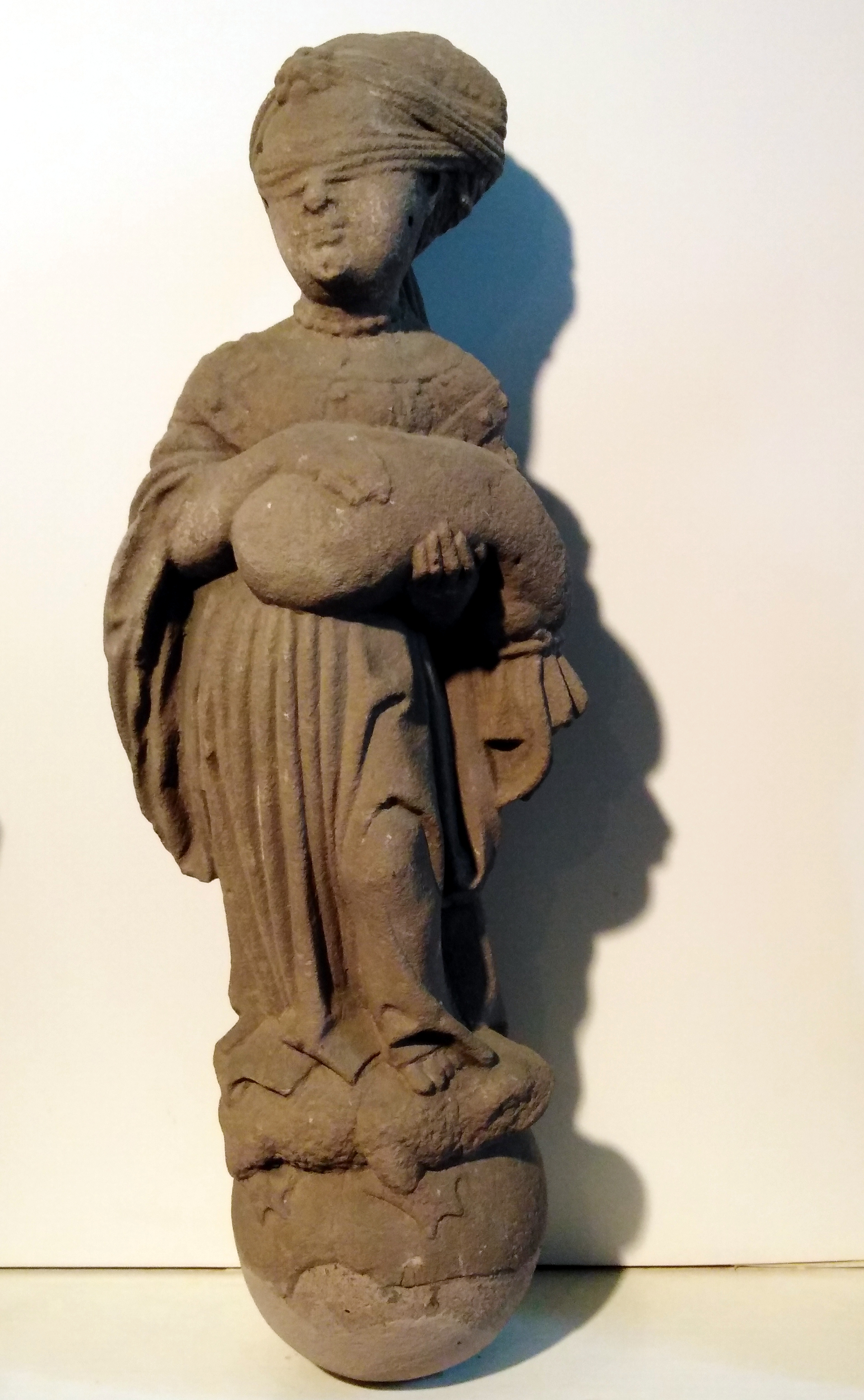
Der Geiz – Allegorie eines Lasters
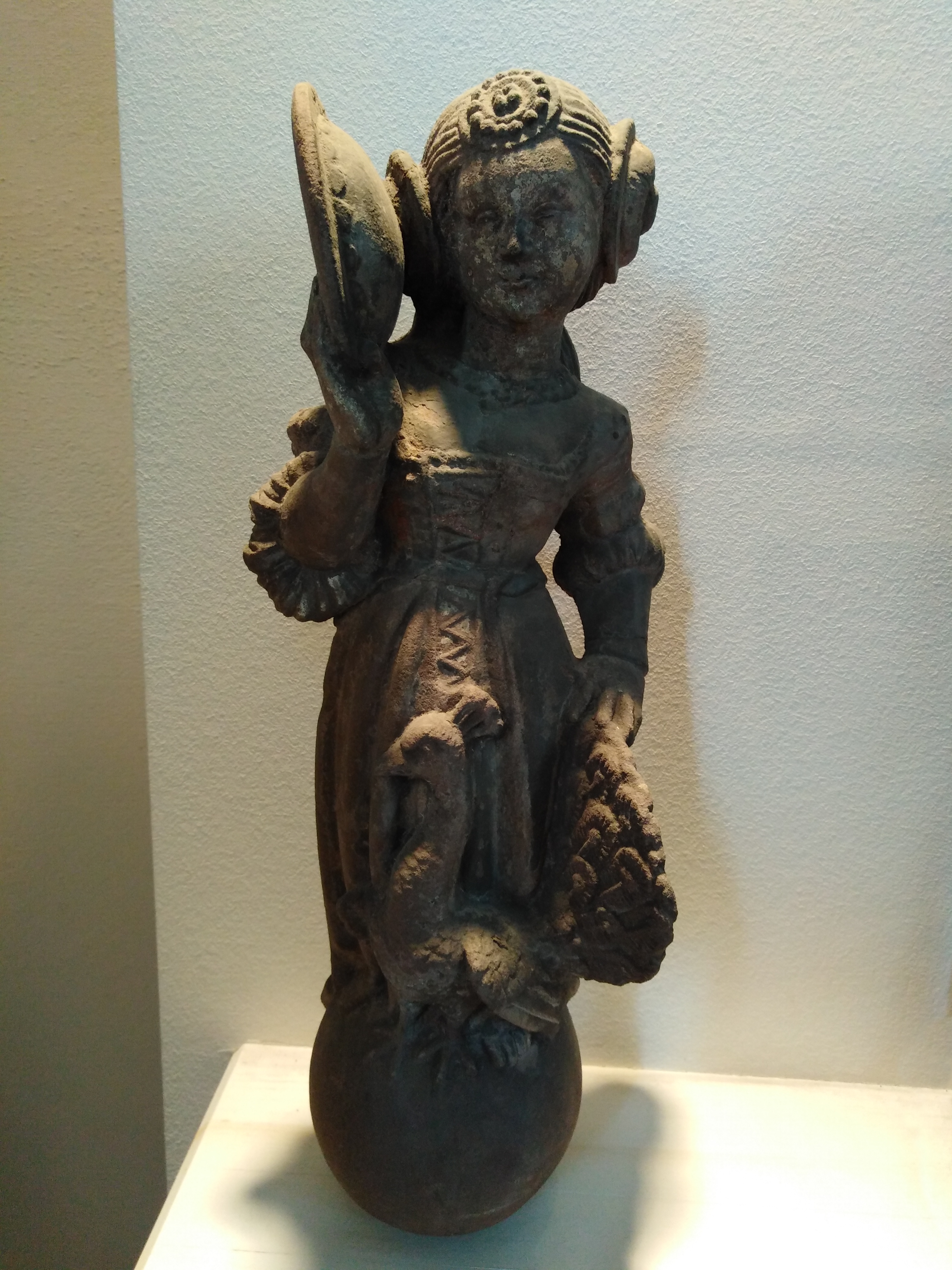
Eitelkeit – Allegorie eines Lasters
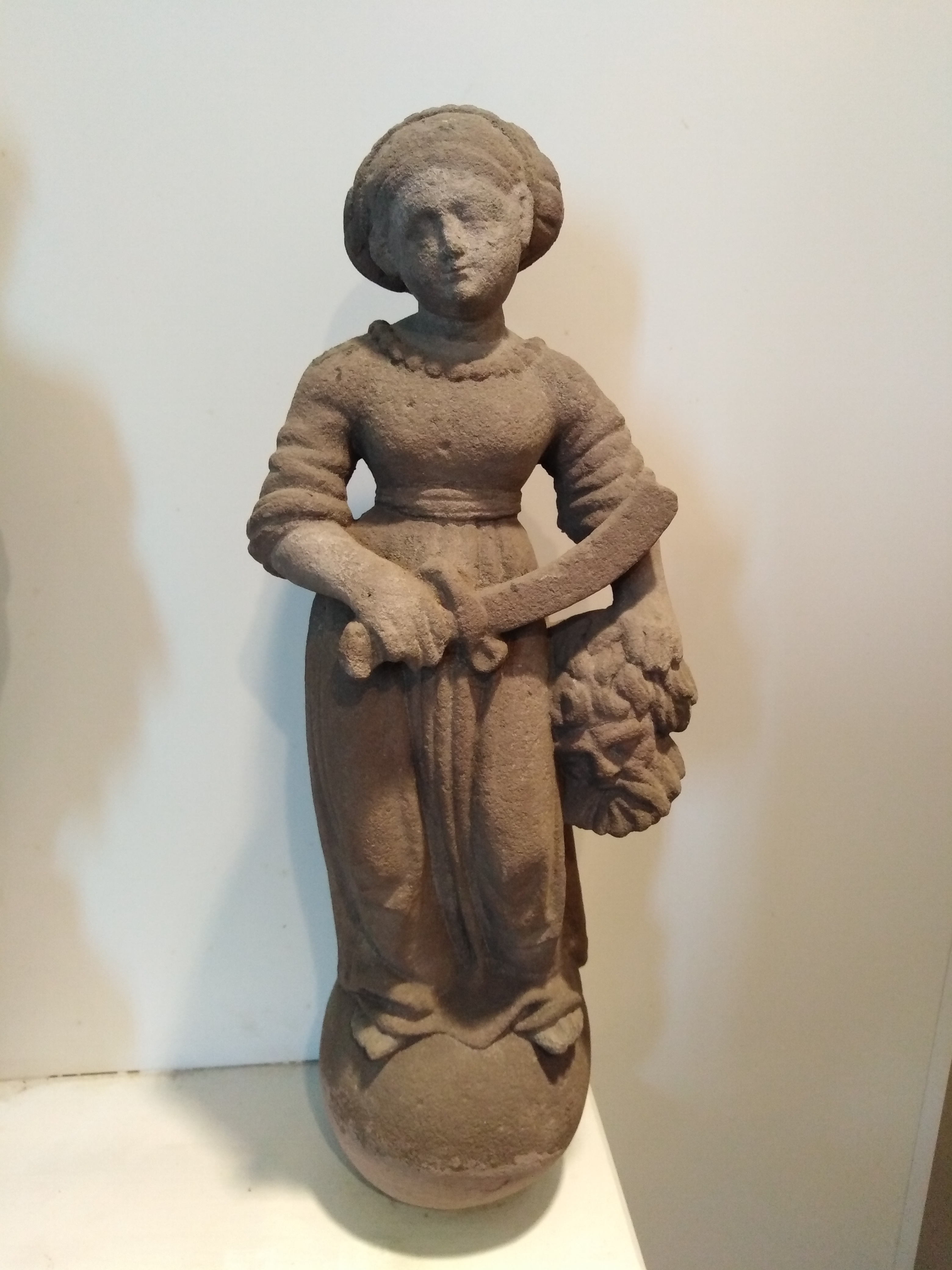
Judith mit dem Kopf des Holofern – alttestamentarische  Figur der Stärke (um 1540)
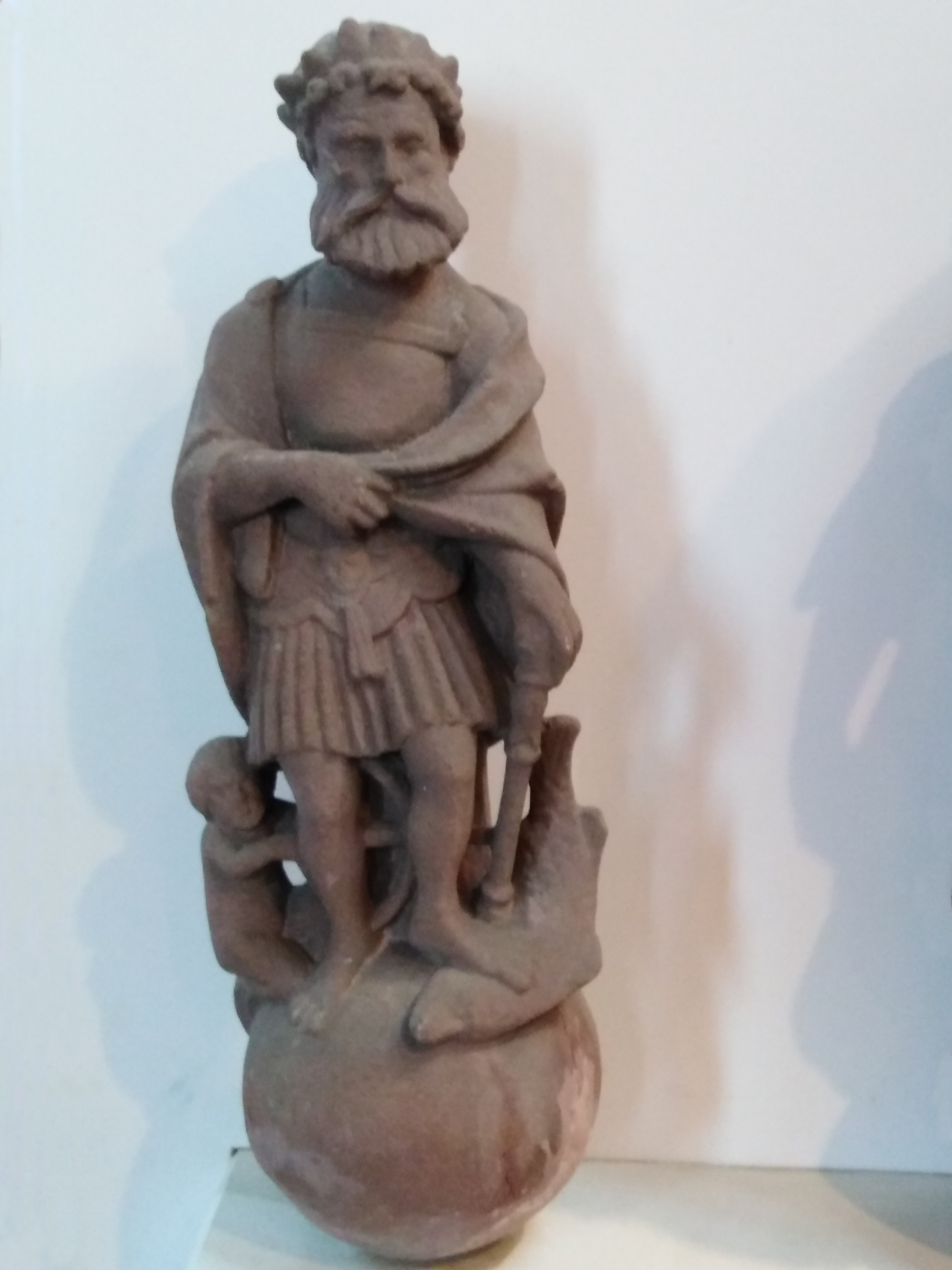
Jupiter – antike Gottheit
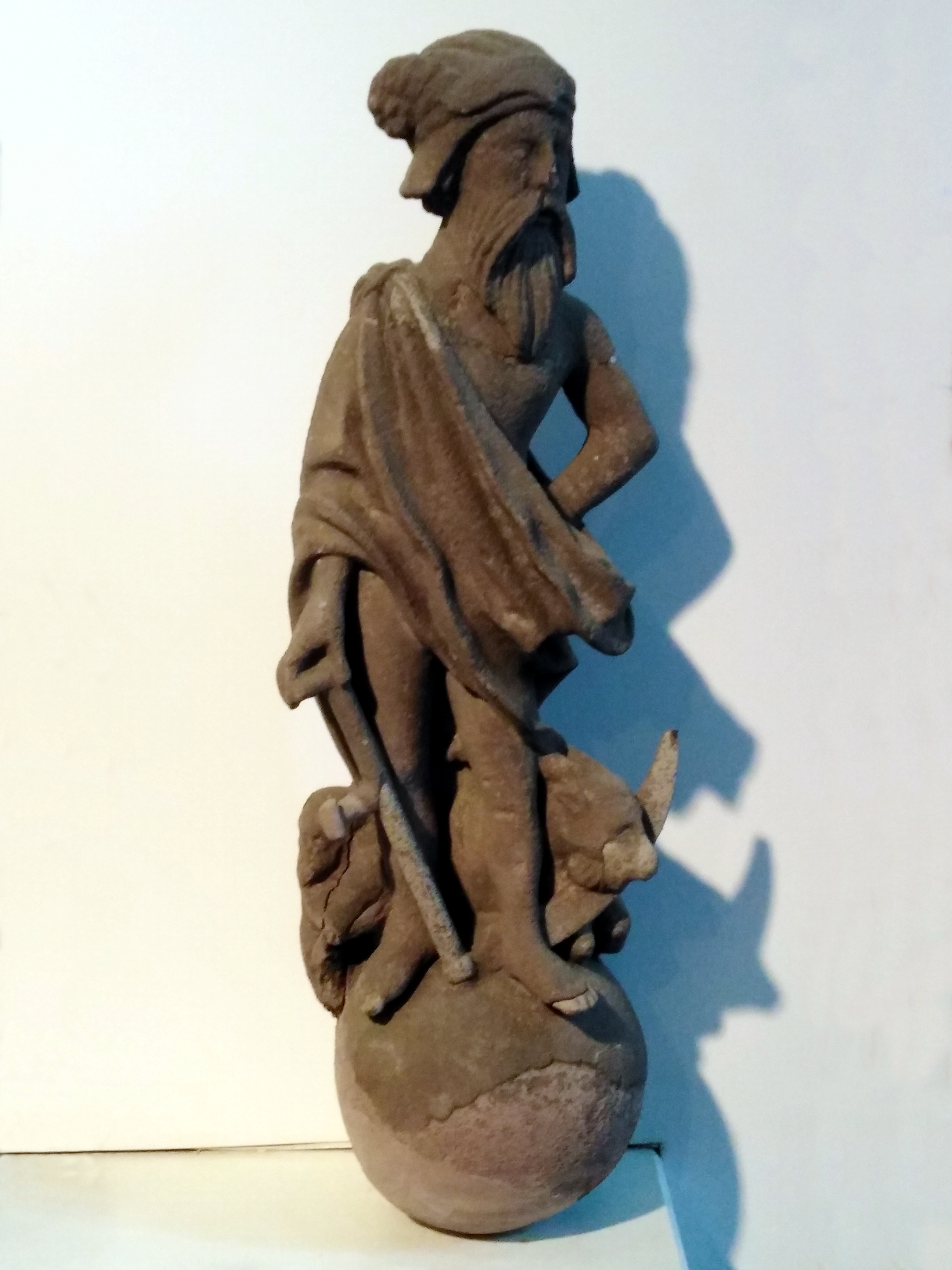
Saturn - antike Gottheit